# Reric
Reric kora középkori szláv kereskedelmi központ volt a Balti-tenger partján.

## Története
Az Annales Regni Francorum tudósítása szerint 808-ban emporium Rericet Godfred dán király lerombolta, lakóinak egy részét elhurcolta az általa alapított Hedeby kereskedővárosba. Utána az obodriták szláv törzse építette fel újból a települést.
Virágkorában száz-kétszáz lakója volt.
A 20. század vége óta tudjuk, hogy Reric a mostani Groß Strömkendorf település területén volt található, Wismar és Poel között.